# 헤다 스티에른스테드트
헤다 셰른스테트(Hedda Stiernstedt, 1987년 12월 3일 ~ )는 스웨덴의 배우이다. DJ 아비치의 곡 "Addicted To You" 뮤직비디오에 마델레이네 마르틴과 함께 출연했다.